# آرمیناس ناربکوواس
آرمیناس ناربکوواس (انگلیسی: Arminas Narbekovas؛ زادهٔ ۲۸ ژانویهٔ ۱۹۶۵) بازیکن سابق و مربی فوتبال اهل لیتوانی است.
از باشگاه‌هایی که در آن بازی کرده‌است می‌توان به باشگاه فوتبال آدمیرا واکر مودلینگ، باشگاه فوتبال آستریا وین، باشگاه فوتبال لوکوموتیو مسکو و باشگاه فوتبال آدمیرا واکر مودلینگ اشاره کرد.